# Georgia Bohl
Georgia Bohl (ur. 11 kwietnia 1997 w Brisbane) – australijska pływaczka specjalizująca się w stylu klasycznym, medalistka igrzysk Wspólnoty Narodów (2018).

## Kariera
W 2016 roku na igrzyskach olimpijskich w Rio de Janeiro zajęła 22. miejsce w konkurencji 200 m stylem klasycznym, uzyskawszy czas 2:28,24 min. Na dystansie dwukrotnie krótszym uplasowała się na 24. pozycji (1:07,96 min).
Dwa lata później, podczas igrzysk Wspólnoty Narodów w Gold Coast zdobyła złoty medal w sztafecie 4 × 100 m stylem zmiennym i brąz na 100 m stylem klasycznym (1:07,22 min). W konkurencji 50 m stylem klasycznym była szósta (30,88 s).